# SWEET CANDY
「SWEET CANDY」（スウィートキャンディ）は、1997年6月11日に森高千里が発表した楽曲、及び32枚目のシングル。CDコードはEPDA-44。

## 解説
ドラムはアビーロードスタジオで収録（「YouTube」『SWEET CANDY』 セルフライナーノートより）
ローソンのTVCMテーマソング。放送期間は1997年7月15日から8月1日、8月30日。
この曲で森高は『第48回NHK紅白歌合戦』に出場した。しかし、これが現時点で最後の紅白となっている。また、森高の曲紹介はなぜか白組歌手の美川憲一が担当した。
カップリングは森高の地元・熊本県で開催された第54回国民体育大会のイメージソング。

## 収録曲
1. SWEET CANDY （作詞:森高千里/作曲:高橋諭一）
2. 未来（作詞・作曲:森高千里）
3. SWEET CANDY （オリジナル・カラオケ）